# Belgio ai Giochi della XXXII Olimpiade
Il Belgio ha partecipato ai Giochi della XXXII Olimpiade, che si sono svolti a Tokyo, Giappone, dal 23 luglio all'8 agosto 2021 (inizialmente previsti dal 24 luglio al 9 agosto 2020 ma posticipati per la pandemia di COVID-19) con centoventitré atleti, sessantotto uomini e cinquantacinque donne.
Si è trattata della ventisettesima partecipazione di questo paese ai Giochi estivi.

## Medaglie

### Medagliere per disciplina
| Sport            | Oro | Argento | Bronzo | Totale |
| ---------------- | --- | ------- | ------ | ------ |
| Atletica leggera | 1   | 0       | 1      | 2      |
| Hockey su prato  | 1   | 0       | 0      | 1      |
| Ginnastica       | 1   | 0       | 0      | 1      |
| Ciclismo         | 0   | 1       | 0      | 1      |
| Judo             | 0   | 0       | 1      | 1      |
| Equitazione      | 0   | 0       | 1      | 1      |
| Totale           | 3   | 1       | 3      | 7      |

### Medaglie d'oro
| Medaglia | Nome | Sport           | Evento                 |
| -------- | --- | --------------- | ---------------------- |
| Oro      | Nina Derwael | Ginnastica      | Parallele asimmetriche |
| Oro      | Nazionale di Hockey su prato Arthur Van Doren John-John Dohmen Florent van Aubel Sébastien Dockier Cédric Charlier Gauthier Boccard Nicolas De Kerpel Augustin Meurmans Alexander Hendrickx Thomas Briels Félix Denayer Vincent Vanasch Simon Gougnard Arthur De Sloover Antoine Kina Loïck Luypaert Victor Wegnez Tom Boon | Hockey su prato | Torneo maschile        |
| Oro      | Nafissatou Thiam | Atletica        | Eptathlon              |

### Medaglie d'argento
| Medaglia | Nome          | Sport    | Evento                  |
| -------- | ------------- | -------- | ----------------------- |
| Argento  | Wout van Aert | Ciclismo | Corsa in linea maschile |

### Medaglie di bronzo
| Medaglia | Nome                                       | Sport            | Evento                      |
| -------- | ------------------------------------------ | ---------------- | --------------------------- |
| Bronzo   | Matthias Casse                             | Judo             | 81 kg maschile              |
| Bronzo   | Pieter Devos Jérôme Guery Grégory Wathelet | Equitazione      | Salto ad ostacoli a squadre |
| Bronzo   | Bashir Abdi                                | Atletica leggera | Maratona maschile           |

## Delegazione
| Sport             | Uomini | Donne | Totale |
| ----------------- | ------ | ----- | ------ |
| Atletica leggera  | 16     | 13    | 29     |
| Badminton         | 0      | 1     | 1      |
| Canoa             | 2      | 2     | 4      |
| Canottaggio       | 2      | 0     | 2      |
| Ciclismo          | 8      | 6     | 14     |
| Equitazione       | 5      | 3     | 8      |
| Ginnastica        | 0      | 4     | 4      |
| Golf              | 2      | 1     | 3      |
| Hpckey su prato   | 17     | 0     | 17     |
| Judo              | 3      | 1     | 4      |
| Nuoto             | 1      | 1     | 2      |
| Pallacanestro     | 4      | 12    | 16     |
| Skateboard        | 1      | 1     | 2      |
| Sollevamento pesi | 0      | 2     | 2      |
| Taekwondo         | 1      | 0     | 1      |
| Tennis            | 2      | 2     | 4      |
| Tiro              | 0      | 1     | 1      |
| Tiro con l'arco   | 1      | 0     | 1      |
| Triathlon         | 2      | 2     | 4      |
| Vela              | 1      | 3     | 4      |
| Totale            | 68     | 55    | 123    |

## Risultati

### Atletica leggera

#### Uomini
Eventi su pista e strada
| Atleta | Evento         | Batteria  | Batteria  | Semifinale      | Semifinale      | Finale          | Finale          |
| Atleta | Evento         | Risultato | Posizione | Risultato       | Posizione       | Risultato       | Posizione       |
| --- | -------------- | --------- | --------- | --------------- | --------------- | --------------- | --------------- |
| Robin Vanderbemden                                                                                        | 200 m          | 20"70     | 3º Q      | 21"00           | 7º              | Non qualificato | Non qualificato |
| Kévin Borlée                                                                                              | 400 m          | 45"36     | 2º Q      | DNS             | DNS             | DNS             | DNS             |
| Jonathan Sacoor                                                                                           | 400 m          | 45"41     | 3º Q      | 45"88           | 8º              | Non qualificato | Non qualificato |
| Eliott Crestan                                                                                            | 800 m          | 1'46"19   | 2º Q      | 1'44"84         | 4º              | Non qualificato | Non qualificato |
| Ismael Debjani                                                                                            | 1500 m         | 3'36"00   | 1º Q      | 3'42"18         | 11º             | Non qualificato | Non qualificato |
| Robin Hendrix                                                                                             | 5000 m         | 13'58"37  | 16º       | N.D.            | N.D.            | Non qualificato | Non qualificato |
| Isaac Kimeli                                                                                              | 5000 m         | 13'57"36  | 17º       | N.D.            | N.D.            | Non qualificato | Non qualificato |
| Isaac Kimeli                                                                                              | 10000 m        | N.D.      | N.D.      | N.D.            | N.D.            | 28'31"91        | 18º             |
| Michael Obasuyi                                                                                           | 110 m ostacoli | 13"65     | 6º        | Non qualificato | Non qualificato | Non qualificato | Non qualificato |
| Dylan Borlée Jonathan Borlée Kévin Borlée Alexander Doom Jonathan Sacoor Robin Vanderbemden Julien Watrin | 4×400 m        | 2'59"37   | 3ª Q      | N.D.            | N.D.            | 2'57"88         | 4ª              |
| Bashir Abdi                                                                                               | Maratona       | N.D.      | N.D.      | N.D.            | N.D.            | 2h10'00"        |                 |
| Dieter Kersten                                                                                            | Maratona       | N.D.      | N.D.      | N.D.            | N.D.            | 2h22'06"        | 59º             |
| Koen Naert                                                                                                | Maratona       | N.D.      | N.D.      | N.D.            | N.D.            | 2h12'13"        | 10º             |

Eventi su campo
| Atleta       | Evento           | Qualificazione | Qualificazione | Finale          | Finale          |
| Atleta       | Evento           | Risultato      | Posizione      | Risultato       | Posizione       |
| ------------ | ---------------- | -------------- | -------------- | --------------- | --------------- |
| Ben Broeders | Salto con l'asta | 5,65           | 18º            | Non qualificato | Non qualificato |

Eventi multipli
| Atleta                  | Evento    | 100 m     | Lungo | Peso | Alto | 400 m | 110 ost. | Disco | Asta | Giav. | 1500 m | Punteggio totale | Pos. |
| ----------------------- | --------- | --------- | ----- | ---- | ---- | ----- | -------- | ----- | ---- | ----- | ------ | ---------------- | ---- |
| Thomas Van der Plaetsen | Decathlon | 11"05 850 | NM    | DNS  | DNS  | DNS   | DNS      | DNS   | DNS  | DNS   | DNS    | DNF              | DNF  |

#### Donne
Eventi su pista e strada
| Atleta                                                                                    | Evento         | Batteria  | Batteria  | Semifinale      | Semifinale      | Finale          | Finale          |
| Atleta                                                                                    | Evento         | Risultato | Posizione | Risultato       | Posizione       | Risultato       | Posizione       |
| ----------------------------------------------------------------------------------------- | -------------- | --------- | --------- | --------------- | --------------- | --------------- | --------------- |
| Imke Vervaet                                                                              | 200 m          | 23"05     | 4ª q      | 23"31           | 9ª              | Non qualificata | Non qualificata |
| Cynthia Bolingo                                                                           | 400 m          | DNS       | DNS       | DNS             | DNS             | DNS             | DNS             |
| Elise Vanderelst                                                                          | 1500 m         | 4'05"63   | 9ª q      | 4'04"86         | 11ª             | Non qualificata | Non qualificata |
| Anne Zagré                                                                                | 100 m ostacoli | 12"83     | 3ª Q      | 12"78           | 8ª              | Non qualificata | Non qualificata |
| Hanne Claes                                                                               | 400 m ostacoli | 56"38     | 8ª        | Non qualificata | Non qualificata | Non qualificata | Non qualificata |
| Paulien Couckuyt                                                                          | 400 m ostacoli | 54"90     | 3ª Q      | 54"47           | 3ª              | Non qualificata | Non qualificata |
| Paulien Couckuyt Camille Laus Naomi Van Den Broeck Imke Vervaet Hanne Claes Hanne Maudens | 4×400 m        | 3'24"08   | 3ª Q      | N.D.            | N.D.            | 3'23"96         | 7ª              |
| Mieke Gorissen                                                                            | Maratona       | N.D.      | N.D.      | N.D.            | N.D.            | 2h34'24"        | 28ª             |
| Hanne Verbruggen                                                                          | Maratona       | N.D.      | N.D.      | N.D.            | N.D.            | 2h38'03"        | 49ª             |

Eventi su campo
| Atleta      | Evento           | Qualificazione | Qualificazione | Finale          | Finale          |
| Atleta      | Evento           | Risultato      | Posizione      | Risultato       | Posizione       |
| ----------- | ---------------- | -------------- | -------------- | --------------- | --------------- |
| Fanny Smets | Salto con l'asta | 4,25           | 14ª            | Non qualificata | Non qualificata |

Eventi multipli
| Atleta           | Evento    | 100 ost.   | Alto      | Peso      | 200 m      | Lungo     | Giav.     | 800 m       | Punteggio totale | Pos. |
| ---------------- | --------- | ---------- | --------- | --------- | ---------- | --------- | --------- | ----------- | ---------------- | ---- |
| Nafissatou Thiam | Eptathlon | 13"54 1044 | 1,92 1132 | 14,82 849 | 24"90 896  | 6,60 1040 | 54,68 951 | 2'15"98 879 | 6791             |      |
| Noor Vidts       | Eptathlon | 13"17 1099 | 1,83 1016 | 14,33 816 | 23"70 1010 | 6,32 949  | 41,80 702 | 2'09"05 979 | 6571             | 4ª   |

#### Misto
| Atleta                                                                             | Evento  | Batteria  | Batteria  | Finale    | Finale    |
| Atleta                                                                             | Evento  | Risultato | Posizione | Risultato | Posizione |
| ---------------------------------------------------------------------------------- | ------- | --------- | --------- | --------- | --------- |
| Dylan Borlée Jonathan Borlée Kevin Borlée Alexander Doom Camille Laus Imke Vervaet | 4×400 m | 3'12"75   | 3ª Q      | 3'11"51   | 5ª        |

### Badminton
| Atleta     | Evento            | Girone                | Girone                   | Girone               | Girone | Ottavi               | Quarti               | Semifinale           | Finale               | Finale          |
| Atleta     | Evento            | Avversario Punteggio  | Avversario Punteggio     | Avversario Punteggio | Pos.   | Avversario Punteggio | Avversario Punteggio | Avversario Punteggio | Avversario Punteggio | Pos.            |
| ---------- | ----------------- | --------------------- | ------------------------ | -------------------- | ------ | -------------------- | -------------------- | -------------------- | -------------------- | --------------- |
| Lianne Tan | Singolo femminile | Thuzar V (21–6, 21–8) | Tunjung P (11–21, 17–21) | N.D.                 | 2ª     | Non qualificata      | Non qualificata      | Non qualificata      | Non qualificata      | Non qualificata |

### Canoa/kayak

#### Slalom
| Atleta            | Evento      | Qualificazioni | Qualificazioni | Qualificazioni | Qualificazioni | Qualificazioni | Qualificazioni | Semifinali      | Semifinali      | Semifinali      | Finale          | Finale          | Finale          |
| Atleta            | Evento      | 1ª manche      | Pos.           | 2ª manche      | Pos.           | Migliore       | Posizione      | Penalità        | Tempo           | Posizione       | Penalità        | Tempo           | Posizione       |
| ----------------- | ----------- | -------------- | -------------- | -------------- | -------------- | -------------- | -------------- | --------------- | --------------- | --------------- | --------------- | --------------- | --------------- |
| Gabriel De Coster | K1 maschile | 152"94         |                | 98"67          |                | 98"67          | 22º            | Non qualificato | Non qualificato | Non qualificato | Non qualificato | Non qualificato | Non qualificato |

#### Velocità
| FA | Qualificato in finale A (per le medaglie)                       |
| FB | Qualificato in finale B (non per le medaglie)                   |
| Q  | Qualificato al turno successivo per posizione in qualificazione |
| q  | Qualificato al turno successivo per ripescaggio                 |

| Atleta                     | Evento    | Batteria | Batteria  | Quarti   | Quarti    | Semifinale | Semifinale | Finale   | Finale    |
| Atleta                     | Evento    | Tempo    | Posizione | Tempo    | Posizione | Tempo      | Posizione  | Tempo    | Posizione |
| -------------------------- | --------- | -------- | --------- | -------- | --------- | ---------- | ---------- | -------- | --------- |
| Artuur Peters              | K1 1000 m | 3'41"967 | 3º QF     | 3'45"712 | 1º SF     | 3'26"773   | 5º FB      | 3'26"781 | 2º        |
| Lize Broekx                | K1 500 m  | 1'52"476 | 7ª QF     | 1'49"336 | 2ª SF     | 1'54"489   | 5ª FC      | 1'56"842 | 5ª        |
| Hermien Peters             | K1 500 m  | 1'47"959 | 1ª SF     | Bye      | Bye       | 1'52"829   | 2ª FA      | 1'53"716 | 6ª        |
| Lize Broekx Hermien Peters | K2 500 m  | 1'42"776 | 1ª SF     | 1'47"649 | 1ª SF     | 1'39"046   | 2ª FA      | 1'38"745 | 1ª        |

### Canottaggio
| FA   | Qualificato in finale A (per le medaglie)     |
| FB   | Qualificato in finale B (non per le medaglie) |
| FC   | Qualificato in finale C (non per le medaglie) |
| FD   | Qualificato in finale D (non per le medaglie) |
| FE   | Qualificato in finale E (non per le medaglie) |
| FF   | Qualificato in finale F (non per le medaglie) |
| SA/B | Semifinali A/B                                |
| SC/D | Semifinali C/D                                |
| SE/F | Semifinali E/F                                |
| QF   | Qualificato ai quarti di finale               |
| R    | Ripescaggio                                   |

| Atleta                       | Evento                              | Batteria | Batteria | Ripescaggio | Ripescaggio | Quarti | Quarti | Semifinale | Semifinale | Finale  | Finale |
| Atleta                       | Evento                              | Tempo    | Pos.     | Tempo       | Pos.        | Tempo  | Pos.   | Tempo      | Pos.       | Tempo   | Pos.   |
| ---------------------------- | ----------------------------------- | -------- | -------- | ----------- | ----------- | ------ | ------ | ---------- | ---------- | ------- | ------ |
| Tim Brys Niels van Zandweghe | Due di coppia pesi leggeri maschile | 6'26"51  | 2ª SA/B  | Bye         | Bye         | N.D.   | N.D.   | 6'13"07    | 3ª FA      | 6'18"10 | 5ª     |

### Ciclismo

#### Ciclismo su strada
| Atleta             | Evento                   | Tempo    | Posizione |
| ------------------ | ------------------------ | -------- | --------- |
| Remco Evenepoel    | Corsa in linea maschile  | 6h15'38" | 49º       |
| Wout Van Aert      | Corsa in linea maschile  | 6h06'33" |           |
| Tiesj Benoot       | Corsa in linea maschile  | 6h16'53" | 58º       |
| Greg Van Avermaet  | Corsa in linea maschile  | DNF      | DNF       |
| Mauri Vansevenant  | Corsa in linea maschile  | 6h21'46" | 77º       |
| Valerie Demey      | Corsa in linea femminile | DNF      | DNF       |
| Lotte Kopecky      | Corsa in linea femminile | 3h54'24" | 4ª        |
| Julie Van de Velde | Corsa in linea femminile | 4h01'08" | 42ª       |
| Remco Evenepoel    | Cronometro maschile      | 57'21"27 | 9º        |
| Wout Van Aert      | Cronometro maschile      | 56'44"72 | 6º        |
| Julie Van de Velde | Cronometro femminile     | 34'23"49 | 19ª       |

#### Ciclismo su pista
Omnium
| Atleta          | Evento           | Scratch   | Scratch | Corsa a tempo | Corsa a tempo | Corsa a eliminazione | Corsa a eliminazione | Corsa a punti   | Corsa a punti   | Totale | Totale    |
| Atleta          | Evento           | Posizione | Punti   | Posizione     | Punti         | Posizione            | Punti                | Posizione       | Punti           | Punti  | Posizione |
| --------------- | ---------------- | --------- | ------- | ------------- | ------------- | -------------------- | -------------------- | --------------- | --------------- | ------ | --------- |
| Kenny De Ketele | Omnium maschile  | 11º       | 20      | 7º            | 28            | 10º                  | 22                   | Non qualificato | Non qualificato | 70     | 13º       |
| Lotte Kopecky   | Omnium femminile | =13ª      | 16      | DNF           | 0             | DNS                  | DNS                  | DNS             | DNS             | DNF    | —         |

Americana
| Atleta                       | Evento              | Punti  | Punti | Posizione |
| Atleta                       | Evento              | Sprint | Giri  | Posizione |
| ---------------------------- | ------------------- | ------ | ----- | --------- |
| Kenny De Ketele Robbe Ghys   | Americana maschile  | 32     | 0     | 4ª        |
| Jolien D'Hoore Lotte Kopecky | Americana femminile | 2      | -20   | 10ª       |

#### Mountain bike
| Atleta          | Evento                  | Tempo    | Posizione |
| --------------- | ----------------------- | -------- | --------- |
| Jens Schuermans | Cross-country maschile  | 1h29'07" | 18º       |
| Githa Michiels  | Cross-country femminile | LAP      | 33ª       |

#### BMX
Corsa
| Atleta       | Evento          | Quarti | Quarti    | Semifinale | Semifinale | Finale          | Finale          |
| Atleta       | Evento          | Punti  | Posizione | Punti      | Posizione  | Tempo           | Posizione       |
| ------------ | --------------- | ------ | --------- | ---------- | ---------- | --------------- | --------------- |
| Elke Vanhoof | Corsa femminile | 12     | 4ª Q      | 16         | 6ª         | Non qualificata | Non qualificata |

### Equitazione

#### Dressage
| Atleta                                        | Cavallo                        | Evento      | Grand Prix | Grand Prix | Grand Prix Special | Grand Prix Special | Grand Prix Freestyle | Grand Prix Freestyle | Grand Prix Freestyle | Grand Prix Freestyle |
| Atleta                                        | Cavallo                        | Evento      | Punteggio  | Classifica | Punteggio          | Classifica         | Tecnico              | Artistico            | Totale               | Classifica           |
| --------------------------------------------- | ------------------------------ | ----------- | ---------- | ---------- | ------------------ | ------------------ | -------------------- | -------------------- | -------------------- | -------------------- |
| Domien Michiels                               | Intermezzo van het Meerdaalhof | Individuale | 70,202     | 28ª        | N.D.               | N.D.               | Non qualificato      | Non qualificato      | Non qualificato      | Non qualificato      |
| Larissa Pauluis                               | Flambeau                       | Individuale | 67,251     | 42ª        | N.D.               | N.D.               | Non qualificata      | Non qualificata      | Non qualificata      | Non qualificata      |
| Laurence Roos                                 | Fil Rouge                      | Individuale | 70,699     | 23ª        | N.D.               | N.D.               | Non qualificato      | Non qualificato      | Non qualificato      | Non qualificato      |
| Domien Michiels Larissa Pauluis Laurence Roos | Vedi sopra                     | Squadre     | 6702,5     | 10ª        | Non qualificata    | Non qualificata    | N.D.                 | N.D.                 | N.D.                 | N.D.                 |

#### Concorso completo
| Atleta                   | Cavallo          | Evento      | Dressage | Dressage | Cross-country | Cross-country | Cross-country | Salto ostacoli | Salto ostacoli | Salto ostacoli | Salto ostacoli | Salto ostacoli | Salto ostacoli | Totale   | Totale |
| Atleta                   | Cavallo          | Evento      | Dressage | Dressage | Cross-country | Cross-country | Cross-country | Qualificazione | Qualificazione | Qualificazione | Finale         | Finale         | Finale         | Totale   | Totale |
| Atleta                   | Cavallo          | Evento      | Penalità | Pos.     | Penalità      | Totale        | Pos.          | Penalità       | Totale         | Pos.           | Penalità       | Totale         | Pos.           | Penalità | Pos.   |
| ------------------------ | ---------------- | ----------- | -------- | -------- | ------------- | ------------- | ------------- | -------------- | -------------- | -------------- | -------------- | -------------- | -------------- | -------- | ------ |
| Lara de Liedekerke-Meier | Alpaga d’Arville | Individuale | 37,20    | 33º      | WD            | WD            | WD            | WD             | WD             | WD             | WD             | WD             | WD             | WD       | WD     |

#### Salto ostacoli
| Atleta                                     | Cavallo                              | Evento      | Qualificazione | Qualificazione | Finale   | Finale | Jump-off        | Jump-off        |
| Atleta                                     | Cavallo                              | Evento      | Penalità       | Pos.           | Penalità | Pos.   | Penalità        | Pos.            |
| ------------------------------------------ | ------------------------------------ | ----------- | -------------- | -------------- | -------- | ------ | --------------- | --------------- |
| Niels Bruynseels                           | Delux van T & L                      | Individuale | 0,00           | 1º Q           | EL       | EL     | EL              | EL              |
| Jérôme Guery                               | Quel Homme de Hus                    | Individuale | 0,00           | 1º Q           | 7,00     | 7º     | Non qualificato | Non qualificato |
| Gregory Wathelet                           | Nevados S                            | Individuale | 0,00           | 1º Q           | 4,00     | 4º     | Non qualificato | Non qualificato |
| Pieter Devos Jérôme Guery Gregory Wathelet | Claire Z Quel Homme de Hus Nevados S | Squadre     | 4,00           | 2ª Q           | 12,00    |        | N.D.            | N.D.            |

### Ginnastica

#### Ginnastica artistica
Donne
| Atleta            | Evento                 | Qualificazione                               | Qualificazione                               | Qualificazione                               | Qualificazione                               | Qualificazione                               | Qualificazione                               | Finale   | Finale   | Finale   | Finale   | Finale  | Finale |
| Atleta            | Evento                 | Attrezzo                                     | Attrezzo                                     | Attrezzo                                     | Attrezzo                                     | Totale                                       | Pos.                                         | Attrezzo | Attrezzo | Attrezzo | Attrezzo | Totale  | Pos.   |
| Atleta            | Evento                 | CL                                           | V                                            | T                                            | P                                            | Totale                                       | Pos.                                         | CL       | V        | T        | P        | Totale  | Pos.   |
| ----------------- | ---------------------- | -------------------------------------------- | -------------------------------------------- | -------------------------------------------- | -------------------------------------------- | -------------------------------------------- | -------------------------------------------- | -------- | -------- | -------- | -------- | ------- | ------ |
| Maellyse Brassart | Concorso a squadre     | 12.766                                       | 13.766                                       | 13.033                                       | 13.366                                       | 52.931                                       | 35ª                                          | N.D.     | 14.033   | 10.933   | ND       | N.D.    | N.D.   |
| Nina Derwael      | Concorso a squadre     | 13.566                                       | 13.900                                       | 13.766                                       | 15.366 Q                                     | 56.598                                       | 7ª Q                                         | 13.366   | N.D.     | 13.866   | 15.400   | N.D.    | N.D.   |
| Lisa Vaelen       | Concorso a squadre     | 12.766                                       | 13.000                                       | 12.500                                       | 14.100                                       | 52.366                                       | 42ª                                          | 12.900   | 14.233   | N.D.     | 13.766   | N.D.    | N.D.   |
| Jutta Verkest     | Concorso a squadre     | 12.933                                       | 13.400                                       | 13.666                                       | 13.633                                       | 53.632                                       | 26ª Q                                        | 13.066   | 13.466   | 12.200   | 12.466   | N.D.    | N.D.   |
| Totale squadra    | Concorso a squadre     | 39.265                                       | 41.066                                       | 40.465                                       | 43.099                                       | 163.895                                      | 5ª                                           | 39.332   | 41.732   | 36.999   | 41.632   | 159.695 | 8ª     |
| Nina Derwael      | Concorso individuale   | Vedi sopra qualificazioni concorso a squadre | Vedi sopra qualificazioni concorso a squadre | Vedi sopra qualificazioni concorso a squadre | Vedi sopra qualificazioni concorso a squadre | Vedi sopra qualificazioni concorso a squadre | Vedi sopra qualificazioni concorso a squadre | 13.433   | 13.900   | 13.366   | 15.266   | 55.965  | 6ª     |
| Jutta Verkest     | Concorso individuale   | Vedi sopra qualificazioni concorso a squadre | Vedi sopra qualificazioni concorso a squadre | Vedi sopra qualificazioni concorso a squadre | Vedi sopra qualificazioni concorso a squadre | Vedi sopra qualificazioni concorso a squadre | Vedi sopra qualificazioni concorso a squadre | 12.633   | 13.400   | 12.733   | 12.466   | 51.232  | 23ª    |
| Nina Derwael      | Parallele asimmetriche | N.D.                                         | N.D.                                         | N.D.                                         | 15.366                                       | N.D.                                         | 1ª Q                                         | N.D.     | N.D.     | N.D.     | 15.200   | N.D.    |        |

### Golf
| Atleta         | Torneo    | Round 1   | Round 2   | Round 3   | Round 4   | Totale    | Totale | Totale    |
| Atleta         | Torneo    | Punteggio | Punteggio | Punteggio | Punteggio | Punteggio | Par    | Posizione |
| -------------- | --------- | --------- | --------- | --------- | --------- | --------- | ------ | --------- |
| Thomas Detry   | Maschile  | 70        | 67        | 68        | 69        | 274       | −10    | 22º       |
| Thomas Pieters | Maschile  | 65        | 76        | 64        | 68        | 273       | −11    | 16º       |
| Manon De Roey  | Femminile | 71        | 67        | 74        | 74        | 286       | +2     | 46ª       |

### Hockey su prato
| Squadra            | Torneo   | Girone               | Girone               | Girone               | Girone               | Girone               | Girone | Quarti               | Semifinali           | Finale                   | Pos. |
| Squadra            | Torneo   | Avversario Punteggio | Avversario Punteggio | Avversario Punteggio | Avversario Punteggio | Avversario Punteggio | Pos.   | Avversario Punteggio | Avversario Punteggio | Avversario Punteggio     | Pos. |
| ------------------ | -------- | -------------------- | -------------------- | -------------------- | -------------------- | -------------------- | ------ | -------------------- | -------------------- | ------------------------ | ---- |
| Nazionale maschile | Maschile | Paesi Bassi V 3–1    | Germania V 3–1       | Sudafrica V 9–4      | Canada V 9–1         | Gran Bretagna D 2–2  | 1ª Q   | Spagna V 3–1         | India V 5–2          | Australia V 3–2P FT: 1–1 |      |

### Judo
| Atleta             | Evento          | Preliminari          | 16-esimi             | Ottavi               | Quarti               | Semifinali           | Ripescaggio          | Finale                  | Pos.            |
| Atleta             | Evento          | Avversario Punteggio | Avversario Punteggio | Avversario Punteggio | Avversario Punteggio | Avversario Punteggio | Avversario Punteggio | Avversario Punteggio    | Pos.            |
| ------------------ | --------------- | -------------------- | -------------------- | -------------------- | -------------------- | -------------------- | -------------------- | ----------------------- | --------------- |
| Jorre Verstraeten  | 60 kg maschile  | N.D.                 | Plafky V 010–000     | Takato P 000–100     | Non qualificato      | Non qualificato      | Non qualificato      | Non qualificato         | Non qualificato |
| Matthias Casse     | 81 kg maschile  | Bye                  | Gandía V 110–012     | Pacek V 111–012      | Khubetsov V 101–003  | Nagase P 002–011     | N.D.                 | Grigalashvili V 101–000 |                 |
| Toma Nikiforov     | 100 kg maschile | Bye                  | Buzacarini V 012–001 | Fonseca P 100–000    | Non qualificato      | Non qualificato      | Non qualificato      | Non qualificato         | Non qualificato |
| Charline van Snick | 52 kg femminile | N.D.                 | Guica V 111–000      | Cohen V 100–000      | Giuffrida P 012–001  | Non qualificata      | Giles P 101–000      | Non qualificata         | 7ª              |

### Nuoto
| Atleta         | Evento                  | Batterie | Batterie  | Semifinali      | Semifinali      | Finale          | Finale          |
| Atleta         | Evento                  | Tempo    | Posizione | Tempo           | Posizione       | Tempo           | Posizione       |
| -------------- | ----------------------- | -------- | --------- | --------------- | --------------- | --------------- | --------------- |
| Louis Croenen  | 100 m farfalla maschili | 52"23    | 28º       | Non qualificato | Non qualificato | Non qualificato | Non qualificato |
| Louis Croenen  | 200 m farfalla maschili | 1'55"78  | 14º Q     | 1'56"67         | 16º             | Non qualificato | Non qualificato |
| Fanny Lecluyse | 100 m rana femminili    | 1'07"93  | 26ª       | Non qualificato | Non qualificato | Non qualificato | Non qualificato |
| Fanny Lecluyse | 200 m rana femminili    | 2'23"42  | 11ª Q     | 2'23"73         | 8ª Q            | 2'24"57         | 8ª              |

### Pallacanestro
| Girone               | Girone               | Girone               | Girone | Quarti               | Semifinali           | Finale               | Pos. |
| Avversario Punteggio | Avversario Punteggio | Avversario Punteggio | Pos.   | Avversario Punteggio | Avversario Punteggio | Avversario Punteggio | Pos. |
| -------------------- | -------------------- | -------------------- | ------ | -------------------- | -------------------- | -------------------- | ---- |
| Australia V 70–85    | Porto Rico V 87–52   | Cina P 74-62         | 2ª Q   | Giappone P 86-85     | Non qualificata      | Non qualificata      | 7ª   |

#### Pallacanestro 3x3
| Squadra            | Torneo       | Girone               | Girone               | Girone               | Girone               | Girone               | Girone                   | Girone               | Girone | Quarti               | Semifinali           | Finale                         | Pos. |
| Squadra            | Torneo       | Avversario Punteggio | Avversario Punteggio | Avversario Punteggio | Avversario Punteggio | Avversario Punteggio | Avversario Punteggio     | Avversario Punteggio | Pos.   | Avversario Punteggio | Avversario Punteggio | Avversario Punteggio           | Pos. |
| ------------------ | ------------ | -------------------- | -------------------- | -------------------- | -------------------- | -------------------- | ------------------------ | -------------------- | ------ | -------------------- | -------------------- | ------------------------------ | ---- |
| Nazionale maschile | 3x3 maschile | Lettonia V 21–20     | Giappone P 16–18     | ROC V 21–16          | Serbia P 14–21       | Cina P 20–21         | Paesi Bassi V 16–18 (OT) | Polonia V 16–14      | 2ª Q   | Bye                  | Lettonia P 8–21      | Finale 3º posto Serbia P 10–21 | 4ª   |

### Skateboard
| Atleta           | Evento           | Qualificazione | Qualificazione | Finale          | Finale          |
| Atleta           | Evento           | Punteggio      | Pos.           | Punteggio       | Pos.            |
| ---------------- | ---------------- | -------------- | -------------- | --------------- | --------------- |
| Axel Cruysberghs | Street maschile  | 24,81          | 13º            | Non qualificato | Non qualificato |
| Lore Bruggeman   | Street femminile | 9,27           | 11ª            | Non qualificata | Non qualificata |

### Sollevamento pesi
| Atleta              | Evento           | Strappo   | Strappo    | Slancio   | Slancio    | Totale | Classifica |
| Atleta              | Evento           | Risultato | Classifica | Risultato | Classifica | Totale | Classifica |
| ------------------- | ---------------- | --------- | ---------- | --------- | ---------- | ------ | ---------- |
| Nina Sterckx        | 49 kg femminile  | 81        | 7ª         | 99        | 5ª         | 180    | 5ª         |
| Anna Van Bellinghen | +87 kg femminile | 96        | 10ª        | 123       | 10ª        | 219    | 11ª        |

### Taekwondo
| Atleta       | Evento         | Qualificazioni       | Ottavi               | Quarti               | Semifinali           | Ripescaggio          | Finale / FB          | Pos.            |
| Atleta       | Evento         | Avversario Punteggio | Avversario Punteggio | Avversario Punteggio | Avversario Punteggio | Avversario Punteggio | Avversario Punteggio | Pos.            |
| ------------ | -------------- | -------------------- | -------------------- | -------------------- | -------------------- | -------------------- | -------------------- | --------------- |
| Jaouad Achab | 68 kg maschile | N.D.                 | Pié P 11–18          | Non qualificato      | Non qualificato      | Non qualificato      | Non qualificato      | Non qualificato |

### Tennis

#### Singolare
| Atleta              | Evento              | 32-esimi                       | 16-esimi                  | Ottavi                | Quarti               | Semifinali           | Finale               | Pos.            |
| Atleta              | Evento              | Avversario Punteggio           | Avversario Punteggio      | Avversario Punteggio  | Avversario Punteggio | Avversario Punteggio | Avversario Punteggio | Pos.            |
| ------------------- | ------------------- | ------------------------------ | ------------------------- | --------------------- | -------------------- | -------------------- | -------------------- | --------------- |
| Elise Mertens       | Singolare femminile | Aleksandrova V (6–4, 4–6, 4–6) | Non qualificata           | Non qualificata       | Non qualificata      | Non qualificata      | Non qualificata      | Non qualificata |
| Alison Van Uytvanck | Singolare femminile | Jorović V (6–3, 6–2)           | Kvitová V (5–7, 6–3, 6–0) | Muguruza P (4–6, 1–6) | Non qualificata      | Non qualificata      | Non qualificata      | Non qualificata |

#### Doppio
| Atleta                            | Evento          | 16-esimi                               | Ottavi               | Quarti               | Semifinali           | Finale / FB          | Pos.            |
| Atleta                            | Evento          | Avversario Punteggio                   | Avversario Punteggio | Avversario Punteggio | Avversario Punteggio | Avversario Punteggio | Pos.            |
| --------------------------------- | --------------- | -------------------------------------- | -------------------- | -------------------- | -------------------- | -------------------- | --------------- |
| Sander Gillé Joran Vliegen        | Doppio maschile | Koolhof / Rojer P (3–6, 6–7(5–7))      | Non qualificati      | Non qualificati      | Non qualificati      | Non qualificati      | Non qualificati |
| Elise Mertens Alison Van Uytvanck | Doppio misto    | Muguruza / Suárez Navarro P (6–3, 7–6) | Non qualificati      | Non qualificati      | Non qualificati      | Non qualificati      | Non qualificati |

### Tiro a segno/volo
| Atleta      | Evento                                 | Qualificazione | Qualificazione | Finale          | Finale          |
| Atleta      | Evento                                 | Punteggio      | Classifica     | Punteggio       | Classifica      |
| ----------- | -------------------------------------- | -------------- | -------------- | --------------- | --------------- |
| Jessie Kaps | Carabina 10 m aria compressa femminile | 623,4          | 27ª            | Non qualificata | Non qualificata |

### Tiro con l'arco
| Atleta         | Evento               | Classificazione | Classificazione | 32-esimi             | 16-esimi             | Ottavi               | Quarti               | Semifinali           | Finale / FB          | Pos.            |
| Atleta         | Evento               | Punteggio       | Pos.            | Avversario Punteggio | Avversario Punteggio | Avversario Punteggio | Avversario Punteggio | Avversario Punteggio | Avversario Punteggio | Pos.            |
| -------------- | -------------------- | --------------- | --------------- | -------------------- | -------------------- | -------------------- | -------------------- | -------------------- | -------------------- | --------------- |
| Jarno de Smedt | Individuale maschile | 650             | 43º             | Kawata V 6–2         | Li Jl P 5–6          | Non qualificato      | Non qualificato      | Non qualificato      | Non qualificato      | Non qualificato |

### Triathlon
| Atleta                                                       | Evento                | Nuoto                                          | T1                                             | Ciclismo                                       | T2                                             | Corsa                                          | Totale                                         | Classifica                                     |
| ------------------------------------------------------------ | --------------------- | ---------------------------------------------- | ---------------------------------------------- | ---------------------------------------------- | ---------------------------------------------- | ---------------------------------------------- | ---------------------------------------------- | ---------------------------------------------- |
| Jelle Geens                                                  | Individuale maschile  | Ritirato a causa del test positivo al COVID-19 | Ritirato a causa del test positivo al COVID-19 | Ritirato a causa del test positivo al COVID-19 | Ritirato a causa del test positivo al COVID-19 | Ritirato a causa del test positivo al COVID-19 | Ritirato a causa del test positivo al COVID-19 | Ritirato a causa del test positivo al COVID-19 |
| Marten Van Riel                                              | Individuale maschile  | 17'45"                                         | 0'40"                                          | 56'37"                                         | 0'29"                                          | 30'21"                                         | 1h45'52"                                       | 4º                                             |
| Valerie Barthelemy                                           | Individuale femminile | 19'18"                                         | 0'41"                                          | 1h03'07"                                       | 0'31"                                          | 35'12"                                         | 1h58'49"                                       | 10ª                                            |
| Claire Michel                                                | Individuale femminile | 19'40"                                         | 0'44"                                          | 1h06'34"                                       | 0'30"                                          | 43'37"                                         | 2h11'05"                                       | 34ª                                            |
| Jelle Geens Marten Van Riel Valerie Barthelemy Claire Michel | Squadre miste         | 4'11" 4'04" 4'17" 3'53"                        | 0'38" 0'37" 0'40"                              | 9'39" 9'23" 10'24" 10'31"                      | 0'26" 0'30" 0'29"                              | 5'36" 5'38" 6'20" 6'17"                        | 1h24'36"                                       | 5ª                                             |

### Vela
| Atleta                       | Evento           | Regata | Regata | Regata | Regata | Regata | Regata | Regata | Regata | Regata | Regata | Regata | Regata | Regata | Punteggio Totale | Punteggio Netto | Classifica |
| Atleta                       | Evento           | 1      | 2      | 3      | 4      | 5      | 6      | 7      | 8      | 9      | 10     | 11     | 12     | M      | Punteggio Totale | Punteggio Netto | Classifica |
| ---------------------------- | ---------------- | ------ | ------ | ------ | ------ | ------ | ------ | ------ | ------ | ------ | ------ | ------ | ------ | ------ | ---------------- | --------------- | ---------- |
| Wannes Van Laer              | Laser maschile   | 33     | 25     | 20     | 14     | 28     | 31     | 14     | 18     | 13     | 17     | N.D.   | N.D.   | EL     | 180              | 107             | 27º        |
| Emma Plasschaert             | Laser femminile  | 10     | 17     | 11     | 8      | 6      | 5      | 5      | 4      | 17     | 21     | N.D.   | N.D.   | 2      | 87               | 288             | 4ª         |
| Anouk Geurts Isaura Maenhaut | 49erFX femminile | 17     | 3      | 4      | 14     | 22 DSQ | 22 UFD | 2      | 16     | 15     | 10     | 9      | 9      | EL     | 121              | 101             | 14ª        |